# Campionat d'Anglaterra de rugbi a 15 2020-2021
El Campionat d'Anglaterra de rugbi a 15 2020-2021 on els vigents campions són els Exeter Chiefs que defensen llur títol aconseguit la temporada passada, s'inicià el 20 de novembre del 2020 i s'acabarà el 28 de juny del 2021. En raó de la violació del límit salarial, els Saracens van ser castigats de 105 punts i relegats a la segona divisió la temporada passada. Durant aquella temporada passada, els Chiefs també van aconseguir la Copa d'Europa de rugbi enfront del Racing Club de France.

## Resultats
| Clubs              | BR      | BB      | ER      | GRFC    | H       | LT      | LI      | LW      | NF      | NS      | SS      | WW      |
| ------------------ | ------- | ------- | ------- | ------- | ------- | ------- | ------- | ------- | ------- | ------- | ------- | ------- |
| Bath Rugby         |         | 20 – 40 | 16 – 38 | 16 – 14 | 15 – 28 | 21 – 20 | 0 – 0   | 44 – 52 | 12 – 19 | 30 – 24 | 20 – 24 | 47 – 22 |
| Bristol Bears      | 48 – 3  |         | 12 – 20 | 39 – 7  | 35 – 33 | 17 – 3  | 0 – 0   | 37 – 20 | 29 – 17 | 18 – 17 | 13 – 20 | 30 – 13 |
| Exeter Rugby       | 40 – 3  | 7 – 20  |         | 28 – 20 | 21 – 20 | 47 – 31 | 26 – 3  | 43 – 13 | 74 – 3  | 12 – 13 | 20 – 19 | 41 – 10 |
| Gloucester RFC     | 0 – 0   | 17 – 18 | 34 – 18 |         | 24 – 34 | 14 – 20 | 30 – 28 | 40 – 24 | 35 – 24 | 26 – 31 | 19 – 22 | 22 – 14 |
| Harlequins         | 44 – 33 | 19 – 27 | 3 – 33  | 59 – 24 |         | 37 – 24 | 27 – 27 | 48 – 46 | 54 – 26 | 37 – 19 | 24 – 12 | 50 – 26 |
| Leicester Tigers   | 36 – 31 | 23 – 26 | 13 – 35 | 38 – 15 | 35 – 29 |         | 33 – 32 | 27 – 8  | 26 – 12 | 18 – 23 | 15 – 25 | 41 – 24 |
| London Irish       | 36 – 33 | 34 – 34 | 12 – 31 | 32 – 26 | 21 – 25 | 22 – 9  |         | 36 – 39 | 31 – 22 | 0 – 0   | 13 – 21 | 20 – 17 |
| London Wasps       | 39 – 29 | 23 – 20 | 34 – 5  | 19 – 20 | 17 – 49 | 31 – 38 | 10 – 16 |         | 17 – 27 | 17 – 22 | 19 – 20 | 23 – 19 |
| Newcastle Falcons  | 19 – 38 | 17 – 34 | 9 – 15  | 22 – 10 | 25 – 22 | 0 – 0   | 52 – 27 | 18 – 20 |         | 18 – 10 | 15 – 13 | 24 – 14 |
| Northampton Saints | 22 – 23 | 21 – 28 | 26 – 29 | 7 – 31  | 29 – 49 | 0 – 0   | 44 – 26 | 30 – 25 | 0 – 0   |         | 17 – 14 | 29 – 10 |
| Sale Sharks        | 22 – 27 | 22 – 12 | 25 – 20 | 25 – 22 | 45 – 12 | 26 – 10 | 39 – 13 | 23 – 26 | 31 – 16 | 32 – 23 |         | 20 – 13 |
| Worcester Warriors | 17 – 33 | 23 – 24 | 17 – 21 | 0 – 0   | 0 – 0   | 17 – 18 | 11 – 10 | 13 – 17 | 0 – 0   | 14 – 62 | 32 – 35 |         |

## Classificació
| Classificació general del Premiership | Classificació general del Premiership | Classificació general del Premiership | Classificació general del Premiership | Classificació general del Premiership | Classificació general del Premiership | Classificació general del Premiership | Classificació general del Premiership | Classificació general del Premiership | Classificació general del Premiership | Classificació general del Premiership | Classificació general del Premiership | Classificació general del Premiership | Classificació general del Premiership | Classificació general del Premiership | Classificació general del Premiership |
| Class.                                | Clubs                                 | Pts                                   | J                                     | G                                     | E                                     | P                                     | BO                                    | BD                                    | pf                                    | pc                                    | p±                                    | af                                    | ac                                    | a±                                    | Can.                                  |
| ------------------------------------- | ------------------------------------- | ------------------------------------- | ------------------------------------- | ------------------------------------- | ------------------------------------- | ------------------------------------- | ------------------------------------- | ------------------------------------- | ------------------------------------- | ------------------------------------- | ------------------------------------- | ------------------------------------- | ------------------------------------- | ------------------------------------- | ------------------------------------- |
| 1.                                    | Bristol Bears                         | 85                                    | 22                                    | 17                                    | 1                                     | 4                                     | 13                                    | 2                                     | 561                                   | 379                                   | 182                                   | 75                                    | 42                                    | 33                                    | 0                                     |
| 2.                                    | Exeter Rugby                          | 82                                    | 22                                    | 17                                    | 0                                     | 5                                     | 12                                    | 2                                     | 624                                   | 356                                   | 268                                   | 93                                    | 40                                    | 53                                    | 0                                     |
| 3.                                    | Sale Sharks                           | 74                                    | 22                                    | 16                                    | 0                                     | 6                                     | 5                                     | 5                                     | 537                                   | 401                                   | 136                                   | 64                                    | 42                                    | 22                                    | 0                                     |
| 4.                                    | Harlequins                            | 71                                    | 22                                    | 13                                    | 1                                     | 8                                     | 11                                    | 4                                     | 703                                   | 564                                   | 139                                   | 89                                    | 77                                    | 12                                    | 2                                     |
| 5.                                    | Northampton Saints                    | 57                                    | 22                                    | 11                                    | 0                                     | 11                                    | 6                                     | 5                                     | 469                                   | 457                                   | 12                                    | 59                                    | 56                                    | 3                                     | 2                                     |
| 6.                                    | Leicester Tigers                      | 54                                    | 22                                    | 11                                    | 0                                     | 11                                    | 5                                     | 3                                     | 478                                   | 492                                   | -14                                   | 51                                    | 62                                    | -11                                   | 2                                     |
| 7.                                    | Bath Rugby                            | 52                                    | 22                                    | 10                                    | 0                                     | 12                                    | 8                                     | 4                                     | 494                                   | 604                                   | -110                                  | 60                                    | 82                                    | -22                                   | 0                                     |
| 8.                                    | London Wasps                          | 50                                    | 22                                    | 9                                     | 0                                     | 13                                    | 7                                     | 7                                     | 539                                   | 624                                   | -85                                   | 66                                    | 72                                    | -6                                    | 0                                     |
| 9.                                    | London Irish                          | 48                                    | 22                                    | 6                                     | 2                                     | 14                                    | 9                                     | 5                                     | 439                                   | 531                                   | -92                                   | 53                                    | 68                                    | -15                                   | 6                                     |
| 10.                                   | Newcastle Falcons                     | 45                                    | 22                                    | 9                                     | 0                                     | 13                                    | 3                                     | 2                                     | 385                                   | 512                                   | -127                                  | 50                                    | 70                                    | -20                                   | 4                                     |
| 11.                                   | Gloucester RFC                        | 45                                    | 22                                    | 7                                     | 0                                     | 15                                    | 6                                     | 7                                     | 450                                   | 518                                   | -68                                   | 56                                    | 66                                    | -10                                   | 4                                     |
| 12.                                   | Worcester Warriors                    | 27                                    | 22                                    | 4                                     | 0                                     | 18                                    | 3                                     | 8                                     | 326                                   | 567                                   | -241                                  | 39                                    | 78                                    | -39                                   | 0                                     |